# Juan Álvarez Mendizábal
Juan de Dios Álvarez Méndez, Mendizábal (Cádiz, 25 de febrero de 1790-Madrid, 3 de noviembre de 1853) fue un político liberal y hombre de negocios español. De origen relativamente humilde, se convirtió en el principal protagonista de la Revolución liberal española.

## Biografía

### Origen y cambio del segundo apellido
Hijo de Rafael Álvarez Montañés, comerciante, y de Margarita Méndez, aprendió idiomas modernos y recibió formación comercial en el negocio de su padre. Durante la guerra de la Independencia, sirvió en el Ejército del Centro y, habiendo sido capturado en dos ocasiones, logró fugarse en ambas. El 21 de febrero de 1812 se casó con Teresa Alfaro, y desde entonces decidió cambiar su segundo apellido, Méndez, por Mendizábal, para ocultar el origen al parecer judío de los Méndez, según la opinión más generalizada, por más que, en 1811, siendo ministro de Hacienda del Ejército del Centro, firmaba ya sus documentos como Mendizábal, tal y como se puede encontrar en el Archivo Histórico Provincial de Albacete, por lo que su nombradía como "Mendizábal" le precedía antes de casarse.
La casa de los Méndez, dedicada al negocio de la trapería, a la que pertenecía su madre, era conocida en Cádiz como una familia de cristianos nuevos de origen judío. Eso explicaría, según el historiador Juan Pan-Montojo, su decisión de «cambiar su segundo apellido por el de Mendizábal, con el que se otorgaba un origen vasco, garantía en sí mismo de limpieza de sangre. La nueva identidad resultaba tanto más útil para fabricar su imagen, por cuanto que la casa de comercio de Miguel Mendizábal era una de las más importantes del Cádiz dieciochesco». Además, en el acta matrimonial declaró ser natural de Bilbao.

El apelativo de «judío» para referirse a Mendizábal cuando este alcanzó el poder se utilizó con frecuencia en la prensa antiliberal de su tiempo e incluso en algunos casos apareció representado con rabo, un aditivo que se suponía propio de los judíos —y del diablo—, por lo que también utilizaban el mote del «rabilargo Juanón» — además de «rabino Juanón».
Mendizábal resaltó el hecho de que no provenía de uno de los grandes linajes aristocráticos o burgueses en diversas ocasiones, como en el discurso del 6 de abril de 1836 que pronunció como presidente del Gobierno ante las Cortes del Estatuto Real, en que dijo que su educación había sido «literaria», porque había estado «siempre aplicado al trabajo para adquirir una fortuna», o cuando poco después en otro discurso se llamó a sí mismo «hijo del pueblo», a quien «no se verá nunca con buenos ojos que la nación me deba un buen gobierno que le proporcione prosperidad en el porvenir». «En la vida de Mendizábal, negocios y política resultan prácticamente inseparables: él insistió siempre en que la política le costaba dinero, que le había hecho sacrificar cuatro veces su fortuna, cifra que debe aumentarse porque murió en la pobreza».

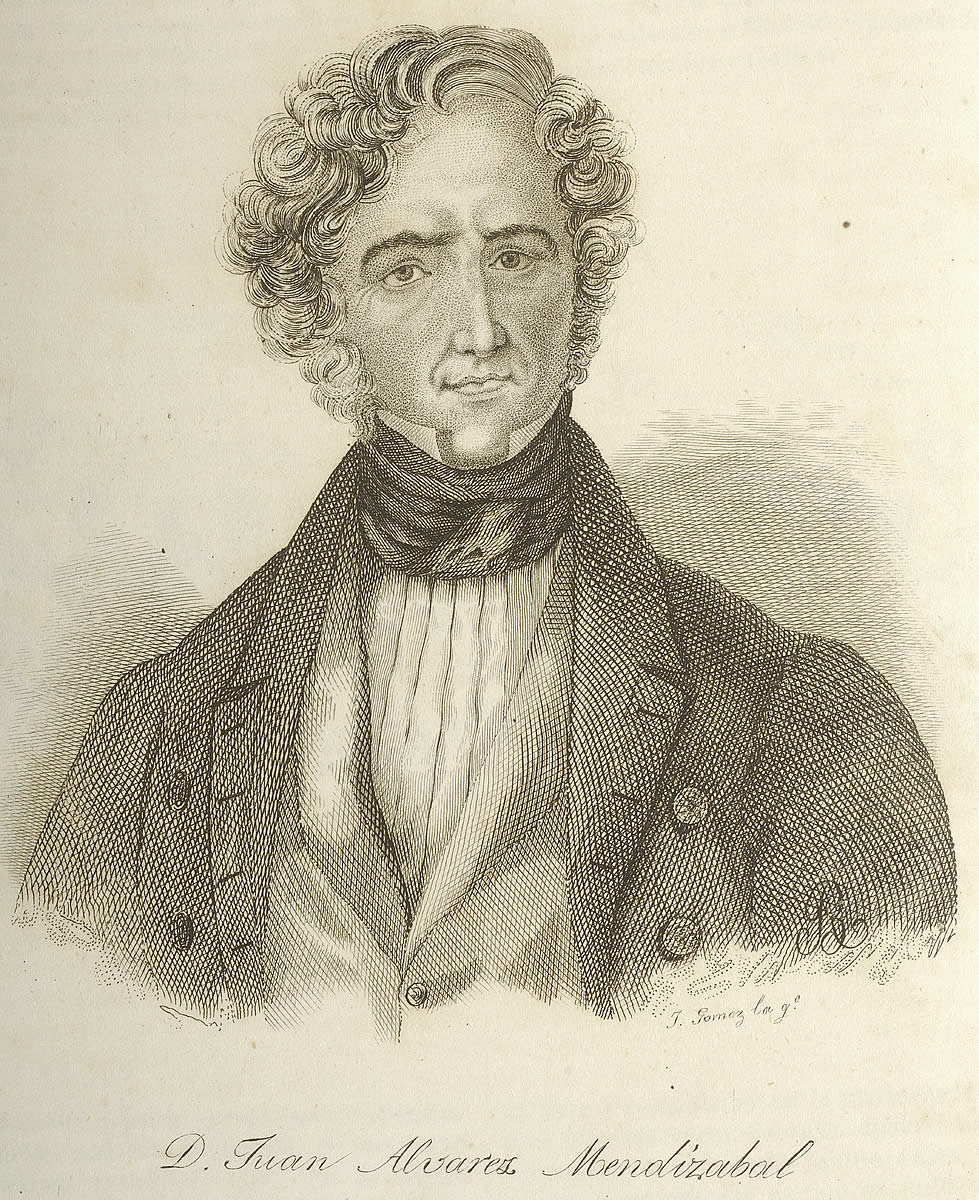
Juan Álvarez Mendizábal, grabado calcográfico firmado por José Gómez, 1845, por dibujo de José Balaca. Biblioteca Nacional de España

### Ascenso social y político (1817-1834)
Durante la guerra se ocupó de las tareas de avituallamiento del ejército, a través de las cuales entró en contacto con la familia valenciana Bertrán de Lis, dedicada al suministro de las tropas y cuyo patriarca era Vicente Bertrán de Lis, del que al acabar la guerra aceptó un empleo. En 1817, Mendizábal y su esposa se trasladaron a Madrid y allí nació su primer hijo, del que fueron los padrinos sus patrones Vicente y Luis Bertrán de Lis. Ese mismo año pasó a ser socio de la casa, haciéndose cargo de los suministros de las tropas en la Baja Andalucía, junto con el hijo de su jefe, también llamado Vicente. Este último fue el que lo puso en contacto con el grupo de liberales con los que la familia Bertrán de Lis estaba relacionado —el patriarca Vicente Bertrán de Lis era un importante dirigente liberal en Valencia y por ello fue encarcelado cierto tiempo tras la restauración del absolutismo en 1814 por Fernando VII; un hijo de aquel, Félix Bertrán de Lis, fue ajusticiado en Valencia en enero de 1819 por haber participado en una conjura militar presuntamente masónica contra la Monarquía absoluta.
Así en el otoño de 1819 Mendizábal ya formaba parte de la conspiración liberal, en la que participaban entre otros Francisco Javier Istúriz y Antonio Alcalá Galiano, que culminaría con el pronunciamiento de Rafael del Riego de principios del año siguiente. Así mismo, ingresó en la logia masónica que organizó la conspiración en Cádiz, según el testimonio de Alcalá Galiano, aunque según Juan Pan-Montojo, esta fuente no resulta del todo fiable, por lo que la condición de masón de Mendizábal no está clara. Según se cree, fue masón del «Taller Sublime» de Cádiz junto a Francisco Istúriz y Antonio Alcalá Galiano.
Desempeñó un papel muy activo en la organización y desarrollo del pronunciamiento de Riego iniciado en Cabezas de San Juan el 1 de enero de 1820 y formó parte de la junta rectora del mismo junto con el propio Riego, Evaristo Fernández de San Miguel, Fernando Miranda y otros. Su papel principal fue el de financiar el alzamiento, como lo recoge un testimonio escrito por Riego a petición del propio Mendizábal:

Este ciudadano no arrendrándole ningún peligro, asistió a cuantas acciones hubo en aquel intermedio... que no economizando sus particulares intereses, a pesar de lo crítico de aquellas circunstancias, estimuló al soldado constantemente, ya facilitando cuatro reales por plaza, ya dos reales, ya un cuartillo de vino, sin contar con que diariamente estaba gratificando ya a unos, ya a otros, y particularmente a los que se distinguían en algunas acciones.

Adelantó dinero para la conspiración de Rafael del Riego y se unió a su tropa desde el 27 de enero hasta el 4 de marzo de 1820. Se dedicó por entonces a la importación de carey de Birmingham para fabricar peines.
Durante el Trienio Liberal no obtuvo ningún cargo público a pesar de su estrecha relación con Rafael del Riego y, aunque no abandonó la actividad política, se dedicó a los negocios por cuenta propia o para la compañía de los Bertrán de Lis, de la que era socio, y entre los que siguieron estando las contratas de suministro al ejército. Hubo quien le acusó de que su enriquecimiento durante esos años se debió a sus contactos con la clase política para realizar grandes negocios. Cuando se produjo la invasión de los Cien Mil Hijos de San Luis enviados por la Santa Alianza para restaurar el poder absoluto del rey Fernando VII, Mendizábal y la casa Bertrán de Lis financiaron el traslado de la corte y de las Cortes de Madrid a Cádiz y al ejército que resistió el sitio de las tropas francesas. También participó en la organización de sus defensas. Cuando la plaza finalmente se rindió Mendizábal marchó al exilio para escapar de una condena a muerte dictada contra él. El 30 de septiembre de 1823 escapó a Gibraltar y desde allí se dirigió a Londres.
En la capital británica, a diferencia de la mayoría de los liberales españoles que se encontraban allí exiliados dedicados a las reuniones conspirativas y a las actividades políticas, Mendizábal se volcó en los negocios, gracias a sus contactos con los representantes de las casas comerciales de Cádiz, especialmente aquellas dedicadas a la exportación de los vinos de Jerez que cada vez tenían más demanda en Gran Bretaña. La propia familia Mendizábal acabó fundando su propia empresa bajo el nombre Antonio Álvarez y Cía. Sin embargo, su dedicación a los negocios —que extendió al mundo financiero y a la Bolsa de Londres— no lo apartó de la vida política y siguió en contacto estrecho con otros políticos liberales exiliados como Espoz y Mina, José Canga Argüelles o José María Torrijos.
En Londres ingresó en prisión por deudas, aunque pronto logró salir a flote negociando la importación de vinos españoles. Allí consolidó una gran red de amigos y socios que en el futuro le resultarían muy útiles. Sus negocios le llevaron a Francia al menos en 1828 y en 1830.

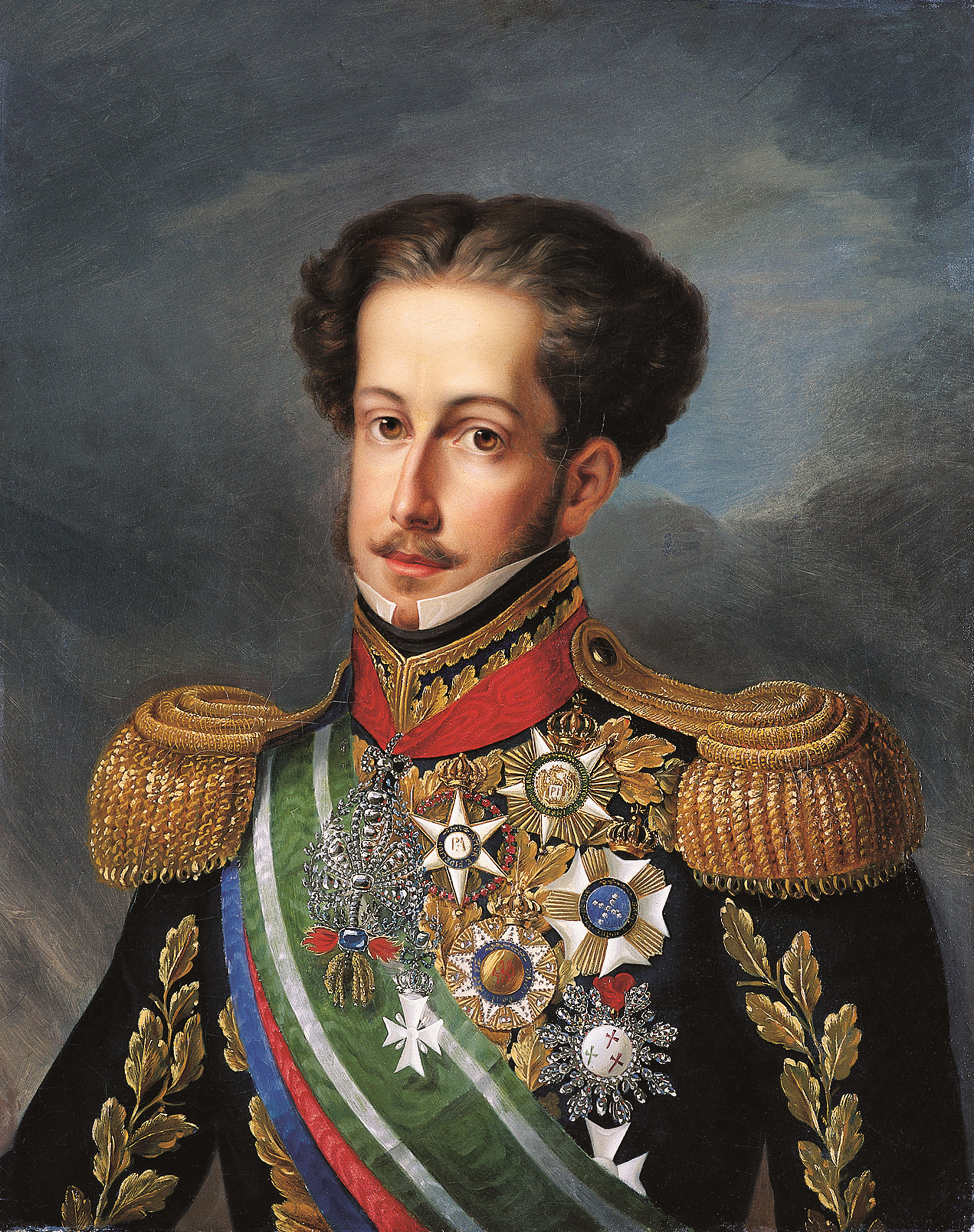
Retrato de Pedro I de Brasil, que encabezó el bando liberal en la guerra civil portuguesa en defensa de los derechos de su hija María da Glória frente a los miguelistas.

En 1830, tras el triunfo de la Revolución de Julio en Francia, se desplazó a París con otros liberales españoles —entre ellos Vicente Bertrán de Lis— para organizar y financiar el pronunciamiento que encabezó Espoz y Mina aquel mismo año. «Él mismo se acercó a Bayona, desde donde siguió la incursión liberal en Navarra y Guipúzcoa». Al parecer en esta expedición de Vera participaron Ardouin y otros financieros.
Tras el fracaso de esta rebelión, Mendizábal se lanzó a una empresa política y financiera nueva: intervenir en la guerra civil portuguesa apoyando a los liberales portugueses exiliados que estaban liderados por don Pedro que había vuelto de Brasil para devolver la Corona portuguesa a su hija María da Glória que la había perdido en favor del absolutista Miguel I de Portugal, el hermano de don Pedro, todo ello como preludio a la unión ibérica de los reinos de España y Portugal bajo una misma corona. Así Mendizábal logró en septiembre de 1831 un empréstito de varios banqueros con el que adquirió dos fragatas con sus tripulaciones comandadas por oficiales ingleses. Esto permitió a los partidarios de don Pedro desembarcar en Oporto en junio de 1832, aunque la ciudad fue cercada por los «miguelistas», hasta que Mendizábal, junto con el liberal moderado portugués Pedro de Sousa Holstein duque de Palmela, organizó una segunda flota con tropas inglesas que levantó el cerco un año después. Desde allí salió una expedición que desembarcó en el Algarve al sur de Portugal y poco después, el 24 de julio de 1833, las tropas «pedristas» entraban en Lisboa y el 22 de septiembre desembarcaba en la capital la reina María da Glória —viaje que había organizado Mendizábal— que recibió el título de María II de Portugal.

### Revolución liberal (1835-1837)
Tras el triunfo liberal en Portugal, Mendizábal alcanzó una posición clave en aquel país, entre otras razones porque se convirtió en el agente financiero del reino en Londres. Así fue como reforzó su amplio crédito en el mundo financiero británico —y también francés— que sería muy importante en su vuelta a España en septiembre de 1835, dos años después de la muerte del rey Fernando VII y la asunción de la regencia por su viuda María Cristina de Borbón en nombre de su hija, la futura Isabel II, lo que había desencadenado un pleito sucesorio transformado en una guerra civil parecida a la portuguesa, que enfrentaba a los «isabelinos» o «cristinos», en su mayoría liberales, contra los «carlistas» que defendían los derechos al trono de Carlos María Isidro de Borbón, hermano del rey fallecido, y que apoyaban el absolutismo.
En España, el Gobierno, presidido por el liberal moderado Francisco Martínez de la Rosa, nombrado por la regente en junio de 1834, se encontró con que no tenía recursos para pagar al Ejército isabelino, que combatía en la Primera Guerra Carlista, por lo que desde Londres Mendizábal se ofreció al ministro de Hacienda, el conde de Toreno, para hacer gestiones ante los banqueros británicos y franceses y ante sus respectivos gobiernos para que éstos concedieran un empréstito al reino de España. Así cuando el conde de Toreno sustituyó a Martínez de la Rosa al frente del gobierno en julio de 1835 nombró a Mendizábal ministro de Hacienda a pesar de que era un liberal exaltado que no agradaba «a las gentes en corte», según relata Espoz y Mina.

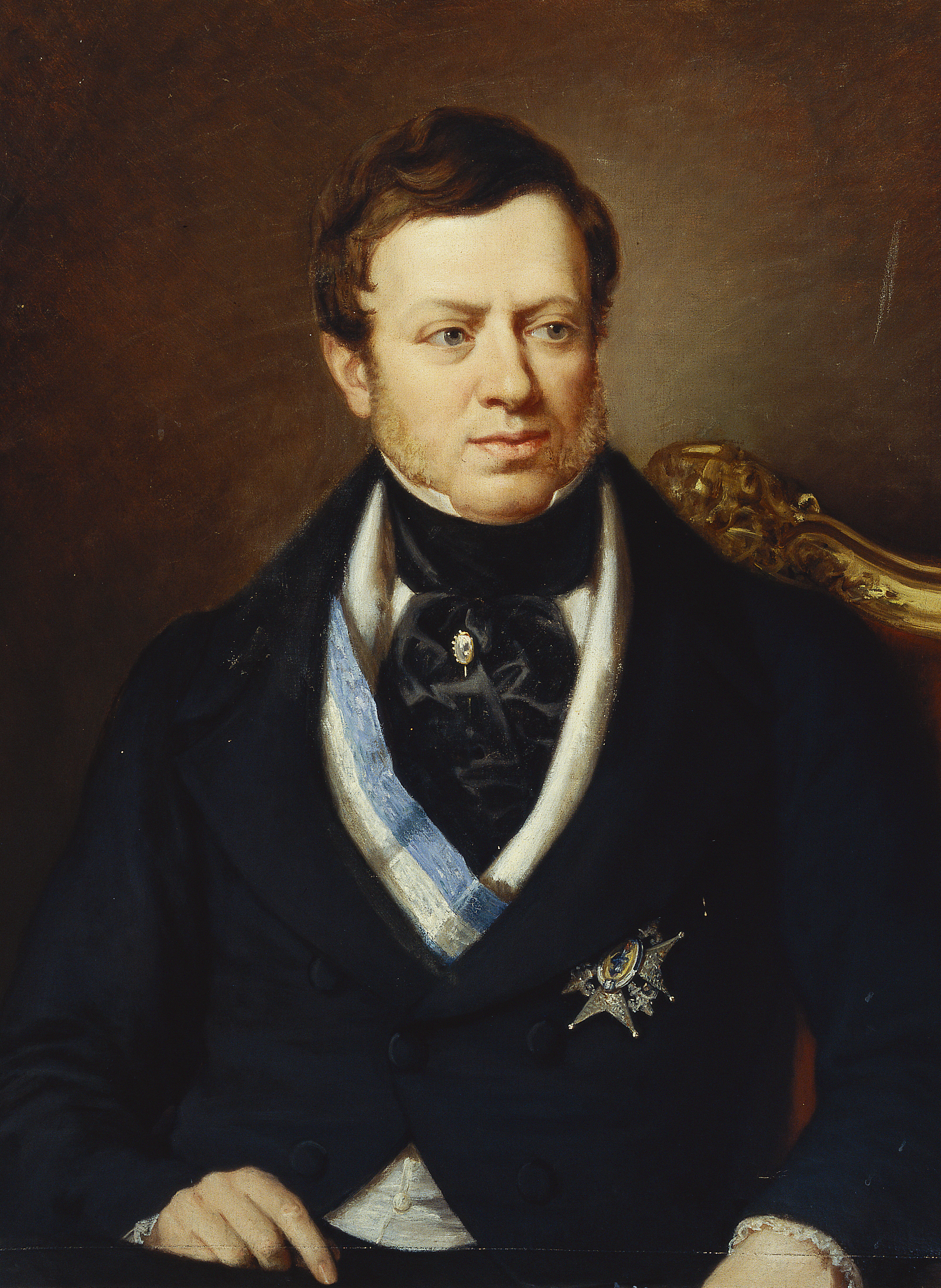
José María Queipo de Llano, VII conde de Toreno.

Durante su viaje de regreso a España —vía París, Burdeos y Lisboa, para arreglar asuntos de negocios y conseguir el apoyo de los gobiernos francés y portugués— estallaron en España sublevaciones liberales contrarias al estrecho marco político que había establecido el Estatuto Real, especie de carta otorgada promulgada por la regente María Cristina que no reconocía el principio de la soberanía nacional. Así que cuando llegó a España el 1 de septiembre, Mendizábal publicó un manifiesto en el que contestaba la autoridad del conde de Toreno, este acabó cediendo a la presión y el 14 de septiembre Mendizábal pasó a ocupar la presidencia del gobierno, acompañado sólo de dos ministros, lo que «subrayaba el carácter excepcional y personalista» de su gestión.
Inmediatamente se ocupó de «encauzar» la «revolución de las juntas» del verano tomando una serie de medidas que respondían a sus aspiraciones pero al mismo tiempo restableciendo la autoridad del gobierno. Algunas de las decisiones fueron de tipo simbólico, intentando identificar al gobierno con el Trienio Liberal, como la rehabilitación de la memoria de Riego, la transformación de la Milicia urbana en Guardia Nacional o la reposición en sus curatos de los clérigos liberales. A continuación reunió a las Cortes del Estatuto Real, suspendidas durante el gobierno de Toreno, ante las que expuso su programa que en síntesis pretendía acercar el sistema político español al parlamentarismo de la monarquía británica (ampliación del sufragio, libertad de imprenta, responsabilidad del gobierno ante las Cortes), además de anunciar la supresión de las órdenes religiosas y la desamortización de sus bienes, legalizando así las iniciativas de las juntas revolucionarias que ya habían iniciado el proceso por su cuenta —algo que también había hecho el conde de Toreno cuando suprimió los conventos con menos de doce profesos—. Y el objetivo último de todo ello era ganar la guerra «que solo se hace pronto y felizmente con hombres y dinero en abundancia».

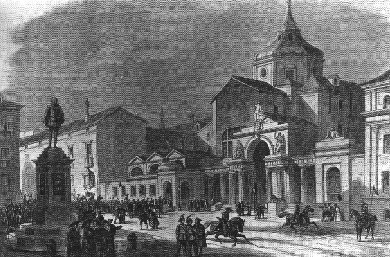
Antiguo convento del Espíritu Santo, cuya iglesia se empleó como salón de sesiones del Estamento de Procuradores del Estatuto Real (vista del año 1843).

Para conseguir los hombres reclutó a la «quinta de los cien mil», que también le sirvió para obtener dinero por cuanto se podía comprar la exención del reclutamiento, lo que por otro lado libraba a las familias acomodadas de enviar a sus hijos a la guerra —la redención de quintas fue un paso atrás en el pensamiento liberal porque era contraria al principio de igualdad—. En cuanto a la financiación de la guerra obtuvo plenos poderes de las Cortes por la Ley del Voto de Confianza aprobada el 16 de enero de 1836, lo que permitió realizar diversas operaciones financieras y contratar préstamos, y en febrero de 1836, con las Cortes disueltas, aprobó un real decreto de venta de los bienes de las órdenes religiosas extinguidas por el gobierno de Toreno y por las «juntas revolucionarias» —que el 8 de marzo se extendió a todas las órdenes religiosas— con lo que así conseguiría la disminución de la deuda a medio plazo y la elevación de su cotización a corto plazo, ya que en las subastas se permitió el pago con títulos de la deuda por su valor nominal.
En contra de lo que se había venido sosteniendo, el propio Mendizábal sí compró tierras en su desamortización, aunque no fueron muy importantes y tuvo que venderlas, probablemente para hacer frente a sus deudas.
El propósito de los decretos desamortizadores del 19 de febrero y 8 de marzo de 1836, que constituyeron la llamada Desamortización de Mendizábal, fue también que las propiedades improductivas y en poder de la iglesia y las órdenes religiosas, pasaran a una clase media o burguesía que realmente enriqueciera al país. El procedimiento seguido para evitar que las propiedades pasaran al pueblo fue el subastar las propiedades en grandes bloques que los pequeños propietarios no podían costear, aunque lo más determinante fue que se permitió el pago del precio final de los remates con títulos de la deuda por su valor nominal, muy por debajo entonces de su valor real en el mercado.

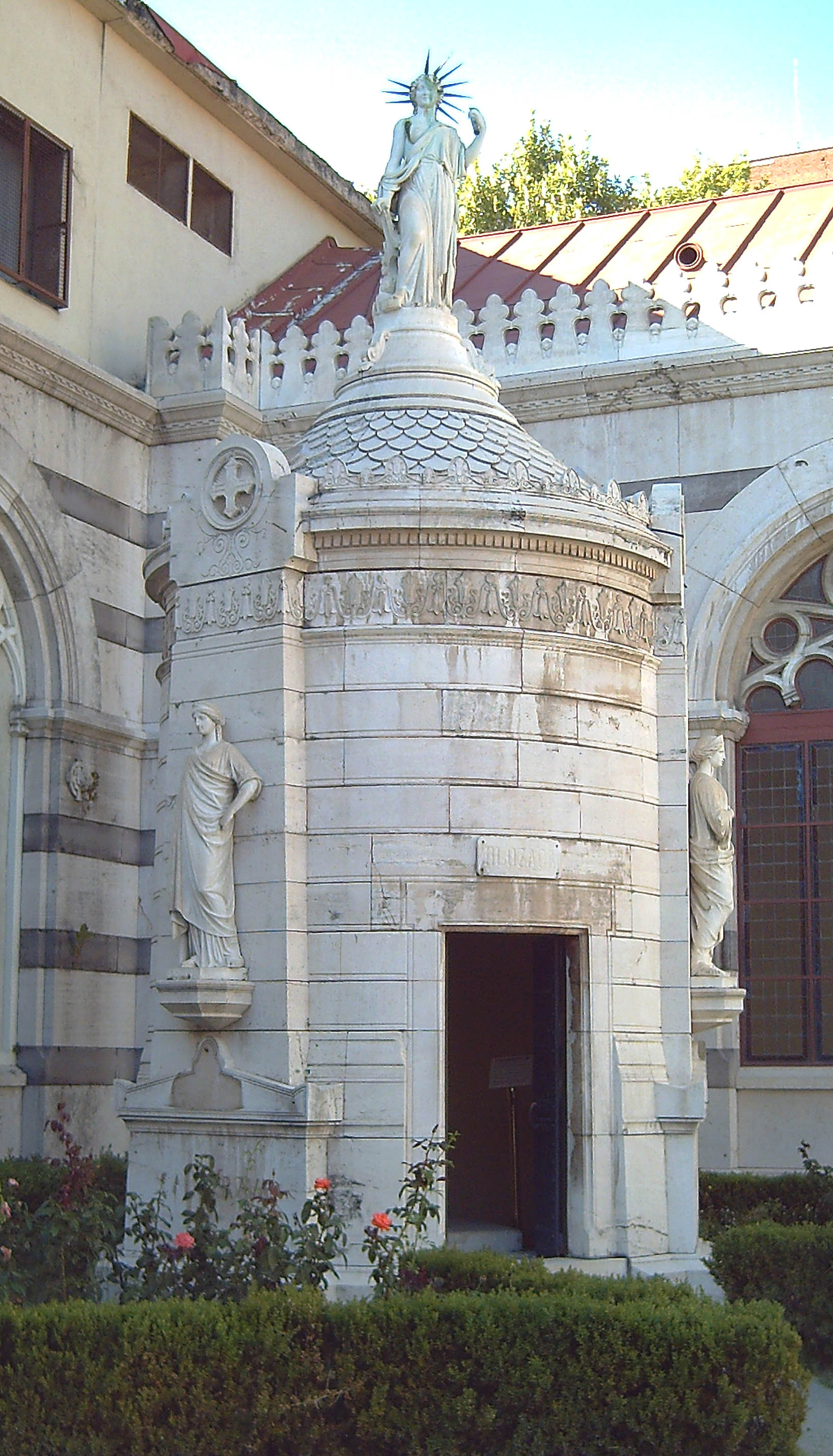
Mausoleo de Agustín Argüelles, José María Calatrava, Juan Álvarez Mendizábal, Diego Muñoz Torrero, Francisco Martínez de la Rosa y Salustiano Olózaga. Construcción de Federico Aparici, la estatua superior de Ponciano Ponzano representa la «Libertad» y las estatuas inferiores de Sabino Medina la «Pureza», el «Gobierno» y la «Reforma». Inicialmente situado en el cementerio de San Nicolás de Madrid (1857), fue trasladado al claustro del Panteón de Hombres Ilustres en 1912.

A causa de la oposición de las Cortes a la nueva Ley Electoral, Mendizábal consiguió que la regente las disolviera y convocara nuevas elecciones que fueron ganadas en la Cámara de Procuradores por los partidarios del gobierno —los antiguos liberales exaltados, que pronto serían llamados liberales progresistas— mientras que los que se oponían a él eran los liberales moderados, que tenían en la corte uno de sus principales apoyos. Como expuso el diario liberal El Eco del Comercio el 18 de febrero de 1836, la mayoría gubernamental estaba compuesta por:

los que desean que acaben todos los privilegios, los que piden reformas sin contemplaciones, los que trabajan porque tengamos una carta constitucional que marque la autoridad de la Corona y los derechos de la Nación, los que condenaron y condenan el sistema martinista y ansían que se lleve a cabo el programa de Mendizábal.

Sin embargo, la mayoría obtenida en la Cámara de Procuradores no evitó que el 15 de mayo de 1836 la regente lo sustituyera por Istúriz al frente del gobierno. Pero no por ello abandonó la lucha política sino que incrementó su presencia en la prensa y apoyó a las sociedades secretas que preparaban un movimiento revolucionario como el del verano del año anterior. Así en julio y agosto de 1836 volvieron las «juntas revolucionarias» que defendían abiertamente el restablecimiento de la Constitución de 1812, lo que consiguieron cuando se produjo el motín de los sargentos de La Granja que obligó a la regente María Cristina a promulgarla. A continuación, el 14 de agosto de 1836, se formó un nuevo gobierno liberal progresista presidido por José María Calatrava y en el que Mendizábal, auténtico hombre fuerte del mismo, ocupó la cartera de Hacienda. Durante el año que estuvo en el poder el gobierno Calatrava-Mendizábal culminó la Revolución liberal española volviendo a poner en vigor toda la legislación revolucionaria de las Cortes de Cádiz y del Trienio Liberal lo que puso fin al Antiguo Régimen en España.
En este segundo período en el gobierno no tuvo tanto éxito en el tema financiero por lo que la Hacienda pública tuvo que suspender el pago de los intereses de la deuda que vencían el 1 de noviembre de 1836, y esta «falta de recursos sería motivo de queja constante por parte de los generales liberales». En el plano político, además de las leyes y decretos que pusieron fin al Antiguo Régimen, las Cortes constituyentes acometieron la reforma de la Constitución de 1812 que dio como resultado una nueva Constitución, que pretendía ser de consenso entre las dos grandes corrientes del liberalismo español, moderados y progresistas. Después de la promulgación de la nueva Constitución de 1837 un complot de los moderados con el apoyo de ciertos sectores militares derribó al gobierno Calatrava-Mendizábal el 18 de agosto y al mes siguiente convocaron nuevas elecciones que les proporcionaron una mayoría suficiente para poder gobernar durante los tres años siguientes —de 1837 a 1840—.

### El declive (1837-1853)
Durante el Trienio Moderado (1837-1840) dejó de ser el líder indiscutible de los liberales progresistas, aunque siguió ejerciendo una gran influencia sobre ellos. Tras la vuelta al poder de los progresistas a finales de 1840 con el primer gobierno de la regencia de Espartero, Mendizábal no entró en el mismo pero situó en él a varios de sus colaboradores, aunque su peso político disminuyó en los dos años siguientes. En enero de 1843 fue designado alcalde de Madrid y entre finales de mayo y finales de julio de ese mismo año volvió a ocupar la cartera de Hacienda. Pero con la vuelta al poder de los moderados que puso fin a la regencia de Espartero, Mendizábal tuvo que marchar al exilio.
Durante este segundo exilio se instaló en París donde sus negocios no marcharon bien lo que le llevó a la bancarrota. Gracias a una amnistía parcial pudo regresar a Madrid en octubre de 1846 y presentarse a las elecciones celebradas dos meses después en las que salió elegido diputado. Desde entonces, encabezó el sector más conservador del liberalismo progresista, que no tuvo ninguna opción de volver al poder a causa de la vinculación exclusiva de la Corona con el Partido Moderado. Murió en 1853 dejando muchas deudas.
Ya en 1835 había sido elegido Mendizábal procurador por Gerona, pero en 1836 lo fue por Barcelona, Granada, Pontevedra, Málaga, Cádiz y Madrid (eligió Cádiz), lo que da idea de su poder. De nuevo en 1836-1837 y en 1838-1839 fue diputado por Madrid. En 1839, elegido diputado por Madrid, Albacete y Murcia, optó por Murcia. Lo fue por Madrid en 1840; en 1841 lo fue también, aunque fue elegido también por Albacete, Ávila, Murcia, Cádiz y Toledo. Cuando se debatió la regencia por la minoría de edad de Isabel II, se declaró en favor de la regencia triple contra Espartero, esto es, militó en el bando de los «trinitarios». Representó a Madrid en la primera legislatura de 1843 y ese año volvió a ser ministro de Hacienda, pero la contrarrevolución le hizo huir a Francia y no regresó hasta 1846. Todavía fue diputado por Madrid entre 1846 y 1850.

## Memoria histórica

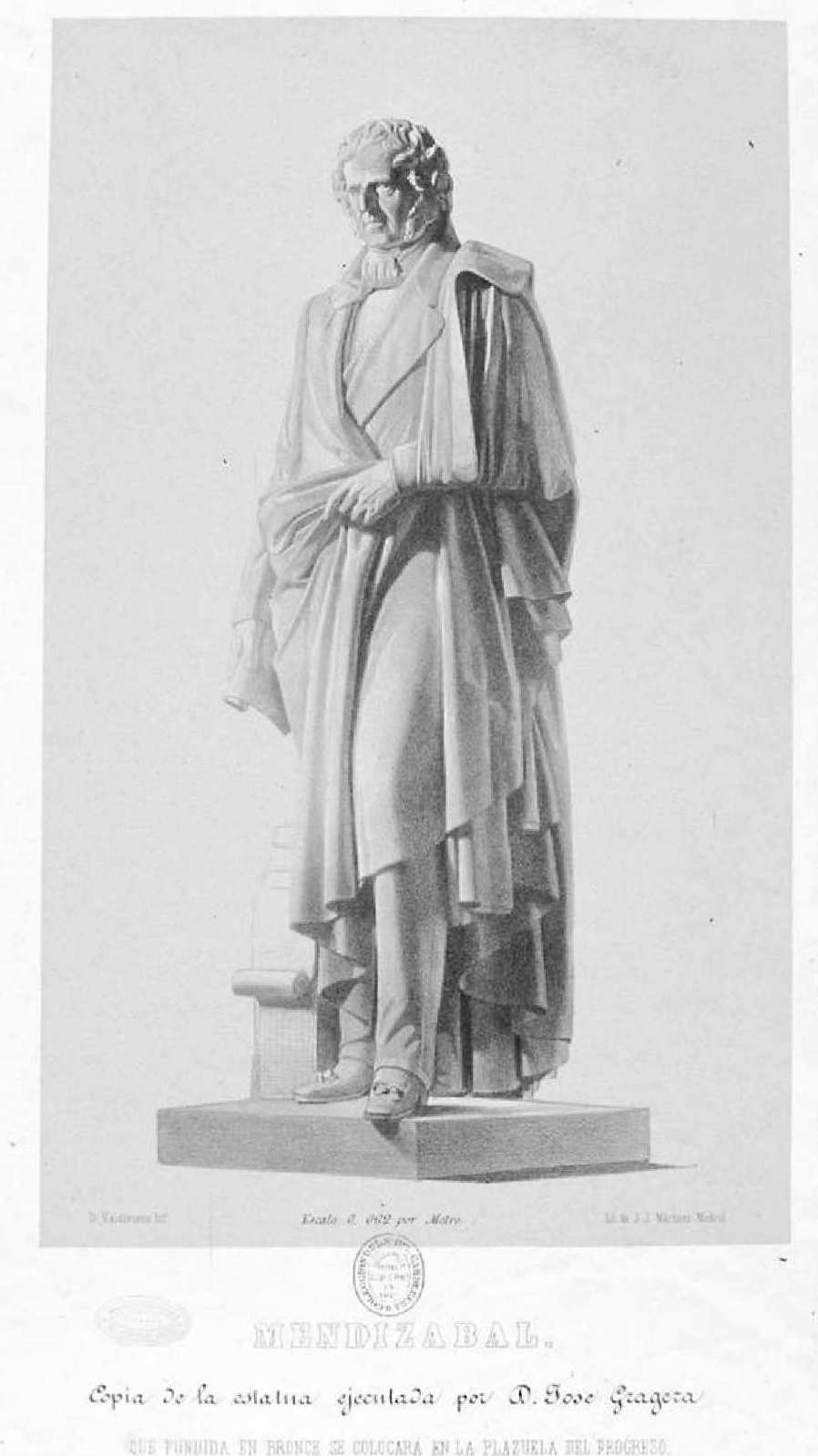
«MENDIZÁBAL / Copia de la estatua ejecutada por D. José Gragera / QUE FUNDIDA EN BRONCE SE COLOCARÁ EN LA PLAZUELA DEL PROGRESO». Litografía de Domingo Valdivieso y Henarejos. Biblioteca Nacional de España.

«Mendizábal se convirtió en un verdadero mito político desde el momento de su muerte [en 1853]. Su entierro constituyó una auténtica manifestación del progresismo». En febrero de 1857 sus restos fueron trasladados a un mausoleo en el cementerio madrileño de San Nicolás erigido por suscripción pública a donde también se trasladaron los restos de José María Calatrava y Agustín de Argüelles, convertidos así en la tríada personal de referencia de los liberales progresistas y de la revolución liberal española. La erección de una estatua ya fundida en su honor tuvo que esperar diez años porque el gobierno lo impidió mediante una argucia legal —como la autorización de la erección de la estatua ya estaba concedida, hizo aprobar por las Cortes una ley que impedía la colocación de estatuas en lugares públicos antes de transcurridos 50 años de la defunción de los homenajeados—. Finalmente en el Sexenio Democrático el monumento pudo situarse en la plaza del Progreso de Madrid que, por cierto, se había configurado tras la demolición de un convento de mercedarios desamortizado.
Así nació el mito del Mendizábal revolucionario y estadista, que murió en la pobreza, y que recogerían los hombres del Sexenio y que engrandecerían los historiadores y los escritores liberales, como Benito Pérez Galdós, que le dedicó uno de sus Episodios nacionales. Pero al mismo tiempo nació el mito negativo de Mendizábal, que tuvo tanta fuerza como el positivo, y que lo retrataba como el máximo representante del anticlericalismo, como el desamortizador que había arrebatado sus bienes a la Iglesia en beneficio de sus amigos especuladores, bolsistas y tenedores de deuda pública.
Como recordaba Julio Caro Baroja en su libro pionero sobre el anticlericalismo en España, «cuando las fuerzas triunfantes del general Franco entraron en Madrid [el 29 de marzo de 1939], uno de los primeros actos simbólicos que realizaron fue el de derribar la estatua de Mendizábal y cambiar el nombre de la plaza del Progreso, donde se alzaba aquélla. Lo bueno fue que nombre y estatua los sustituyeron por los de un fraile, que no brillaba por la austeridad de sus ideas: me refiero al maestro Tirso de Molina, creador de Don Juan, Don Gil de las calzas verdes y otras figuras de nuestro teatro, no muy santas en general». La estatua fue destruida a continuación y la calle madrileña que llevaba su nombre pasó a denominarse Víctor Pradera, un tradicionalista carlista.